# Пекулярная звезда
Пекуля́рные звёзды (от английского слова peculiar — необычный, особенный), отличаются от обычных звёзд того же спектрального класса некоторыми существенными особенностями в спектрах, а иногда и другими свойствами (например, сильных и переменных магнитных полей). Причины — аномалии химического состава, наличие сильного магнитного поля и т. д.
Химически пекулярные звёзды (CP-звёзды) распространены среди горячих звёзд главной последовательности. Эти горячие пекулярные звёзды были разделены на 4 основных класса на основе их спектров (хотя иногда используются ещё две системы классификации):
- Металлические звёзды — звёзды с интенсивными спектральными линиями металлов:
  - Am-звёзды, (CP1),
  - Ap-звёзды, (CP2),
- ртутно-марганцевые звёзды (HgMn, CP3)
- Бедные гелием звёзды (He-weak, CP4).

## Am-звёзды
Am-звёзды (CP1) показывают слабые линии однократно ионизованного кальция и/или скандия, но более сильные линии тяжёлых металлов. Кроме того, они, как правило, медленно вращаются, а их эффективные температуры лежат в пределах от 7000 до 10 000 К.

## Ар-звёзды
Ар-звёзды (СР2) характеризуются сильными магнитными полями, а также повышенным содержанием таких элементов, как Si, Cr, Sr и Eu. Они также медленно вращаются, их эффективная температура составляет от 8000 до 15 000 K, хотя расчёт эффективной температуры таких звёзд осложняется особенностями строения их атмосферы.

## Ртутно-марганцевые звёзды
Ртутно-марганцевые звёзды (СР3) также относятся к категории Ар-звёзд, но не показывают сильных магнитных полей, связанных с классическими Ар-звёздами. Как видно из названия, эти звёзды содержат избыток однократно ионизованных Hg и Mn. Эти звёзды также очень медленно вращаются даже по меркам СР-звёзд. Диапазон температур для этих звёзд находится в пределах от 10 000 до 15 000 К.

## Звёзды CP4
Бедные гелием звёзды (CP4) — это звёзды спектральных подклассов B5-B8 с ослабленными для данного подкласса линиями гелия. Пекулярность в этом случае объясняется совместным действием диффузии элементов и звёздного ветра.
Как правило, считается, что их пекулярность объясняется своеобразием строения поверхности, которую можно наблюдать в этих горячих звёздах главной последовательности. Это своеобразие было вызвано процессами, которые произошли после того, как звёзды образовались.
К ним относятся диффузия вещества и/или магнитные эффекты в наружных слоях звёзд.
В результате деятельности этих процессов некоторые элементы, в частности He, N и O, «тонут» в нижних слоях атмосферы звезды, в то время как другие элементы, такие как Mn, Sr, Y, Zr, «всплывают» в верхние слои, в результате чего наблюдаются спектральные особенности.
Предполагается, что ядра звёзд и другие внутренние слои звезды содержат больше химических элементов, которые отражают состав газовых облаков, из которых они образовались. Для того чтобы происходила такая диффузия элементов, в результате которой слои остаются нетронутыми, атмосфера такой звезды должна быть достаточно стабильной, с отсутствием конвективного перемешивания. Предлагаемый механизм, который вызывает подобную устойчивость — необычно большое магнитное поле, которое обычно наблюдается у звезд этого типа.
Также существуют классы химически пекулярных холодных звёзд (то есть звёзд спектрального класса G или более поздних), но такие звёзды, как правило, не являются звёздами главной последовательности. Они, как правило, определяются по названию своего класса или каким-либо указанием на их конкретные свойства. Фраза химически пекулярные звёзды без дополнительного уточнения обычно означает, что звезда — член одного из основных видов горячих звёзд главной последовательности, описанных выше. Многие из холодных химически пекулярных звёзд являются результатом переноса ядерных продуктов деления из недр звезды к её поверхности, к ним относятся большинство углеродных звёзд и звёзд S-типа.
Другие являются результатом массообмена в двойной звёздной системе, к ним относятся бариевые звёзды и некоторые звёзды S-типа.